# أوتابي
أوتابي هي مدينة، في ناميبيا، تقع في إقليم أوموساتي، بلغ عدد سكانها 4,606 نسمة.